# Wapen van Kuinre

Het wapen van Kuinre

Het wapen van Kuinre werd op 11 november 1898 per Koninklijk Besluit door de Hoge Raad van Adel aan de Overijsselse gemeente Kuinre toegekend. Vanaf 1973 is het wapen niet langer als gemeentewapen in gebruik omdat de gemeente Kuinre opging in de gemeente IJsselham. De zwaan uit het wapen van Kuinre is overgenomen in het wapen van IJsselham.

## Blazoenering
De blazoenering van het wapen luidt als volgt:
In zilver een dwarsbalk van keel, beladen met een loopende zwaan van zilver, en vergezeld van 3 klaverbladeren van sinopel.

## Verklaring
De oorsprong van dit wapen is niet bekend bij de site Nederlandse Gemeentewapens. Wel is een variant bekend op een 18e-eeuwse zegel, waar een schild met drie klaverbladen en een onduidelijke vogel afgebeeld staat. In het oudst bekende zegel staat echter een naar rechts gewende boot met stuurman afgebeeld. Een verklaring zou kunnen zijn dat de zwaan is verwisseld met de kraanvogel. De stamvader Henric I was de stamvader van de Heren van Kuinre, die als bijnaam De Crane had vanwege zijn lange nek, net als bij kraanvogels die in zijn tijd aanwezig waren.

## Verwante wapens

Wapen van IJsselham

Ambt Almelo
· Ambt Delden
· Ambt Hardenberg
· Ambt Ommen
· Ambt Vollenhove
· Avereest
· Bathmen
· Blankenham
· Blokzijl
· Brederwiede
· Den Ham
· Denekamp
· Diepenheim
· Diepenveen
· Genemuiden
· Giethoorn
· Goor
· Grafhorst
· Gramsbergen
· Hasselt
· Heino
· Holten
· IJsselham
· IJsselmuiden
· Kamperveen
· Kuinre
· Lonneker
· Markelo
· Nieuwleusen
· Noordoostpolder
· Oldemarkt
· Olst
· Ootmarsum
· Rijssen
· Stad Almelo
· Stad Delden
· Stad Hardenberg
· Stad Ommen
· Stad Vollenhove
· Steenwijk
· Steenwijkerwold
· Urk
· Vollenhove
· Vriezenveen
· Wanneperveen
· Weerselo
· Wijhe
· Wilsum
· Zalk en Veecaten
· Zwartsluis
· Zwollerkerspel